# Ксокомекатліт
Ксокомекатліт — рідкісний мінерал-телурат з формулою Cu3(ТеО4)(ОН)4. Це орторомбічний мінерал, який зустрічається у вигляді агрегатів або сферул із зелених голкоподібних кристалів.
Вперше цей мінерал був описаний у 1975 р. за проявами у копальні «Oriental» поблизу Моктесуми (Сонора, Мексика). Повідомлялося також про знахідки у копальнях «Centennial Eureka» (район Тінтік, округ Джуеб, штат Юта) та «Emerald» (район Тумстоун, округ Кохіз, штат Аризона). Назва походить від слова науатль xocomecatl («грона винограду»), і натякає на сфероподібну форму зелених мінеральних агрегатів.
Ксокомекатліт утворюється в окисленій зоні золото-телурових жил в зміненому ріоліті.
Асоційовані мінерали:
- телурати: лапалліт, макалпінеїт, лейзінгіт, дженсеніт;
- сульфат-фосфатні: хінсдаліт — сванбергіт;
- оксиди: ґетит.